# Jackson Rhoads
 (octobre 2015).
Si vous disposez d'ouvrages ou d'articles de référence ou si vous connaissez des sites web de qualité traitant du thème abordé ici, merci de compléter l'article en donnant les références utiles à sa vérifiabilité et en les liant à la section « Notes et références ».

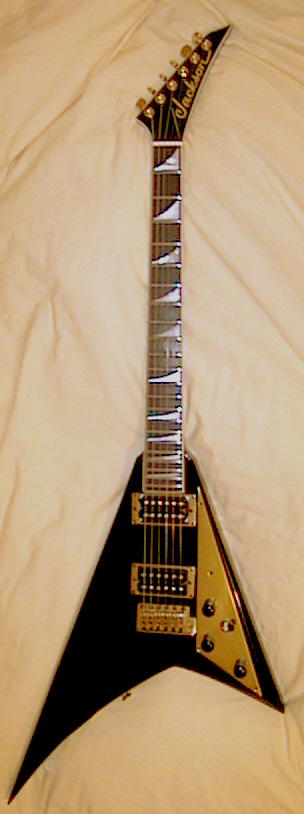
Jackson Randy Rhoads

La Randy Rhoads est la première guitare sortie sous la marque Jackson. Elle a été créée en 1980 par les ouvriers de la marque Charvel faite sur mesure pour Randy Rhoads, guitariste de Ozzy Osbourne.

## Naissance d'une guitare, naissance d'une marque
Le 23 décembre 1980, Randy Rhoads récemment membre de Ozzy Osbourne, alla à la rencontre de Grover Jackson, alors propriétaire de la marque Charvel, pour se faire faire une nouvelle guitare sur mesure.
Alors propriétaire d'une Flying V  à poids fabriquée par Karl Sandoval, il voulait une alternative à celle-ci. Les premiers croquis de cette guitare furent dessinés par Randy Rhoads et Grover Jackson sur une serviette en papier, puis les ouvriers Charvel (Grover Jackson, Tim Wilson et le luthier master builder Mike Shannon) travaillèrent alors à un premier prototype de couleur blanche, accastillage or, manche traversant, basée sur la forme de la Flying V mais avec la pointe du haut plus pointue et plus longue, et un corps moins imposant dans l'ensemble. La guitare évoquant le Concorde aux yeux de Randy Rhoads fut ainsi nommée Concorde V à l'époque, mais elle n'était toujours pas assez anguleuse aux yeux de Rhoads. Un second prototype similaire, aussi à manche conducteur, accastillage or, sans vibrato cette fois, de couleur noire, mais avec la pointe du haut encore plus longue et asymétrique, des repères de touche en dents de requins, fut alors conçue, la Concorde V 2 : la forme de la Randy Rhoads était née (le nom final ne vint que plus tard).
Cette forme était si radicale et différente de la production habituelle de Charvel que Grover Jackson, par peur qu'elle ne dénote et ne déplaise aux utilisateur Charvel, l'estampilla de son propre nom Jackson. La marque Jackson vit alors naitre ses deux premiers instruments.
Par la suite la production de la guitare fut lancée et Jackson commença à réaliser ses premiers custom shop en 1982, avec le numéro de série Jackson RR 0000 pour la première Randy Rhoads. S'ensuivirent plus de 2860 Randy Rhoads manche conducteur qui sortirent de San Dimas, puis des ateliers d'Ontario jusqu'en 2000.
Cette guitare est la plus reconnue, la plus respectée et la plus recopiée (nombreux modèles chez ESP ou Dean). Elle est aussi devenue un véritable symbole pour la marque mais aussi pour le style de musique qu'elle représente...

## Caractéristiques de la guitare
La Randy Rhoads est à l'origine une guitare formée d'un manche en érable, d'une tête pointue en érable dirigée vers le bas, de deux ailes en érable, en peuplier ou en aulne suivant les époques ou les versions. Elle dispose généralement pour ses modèles USA d'une touche en ébène, mais on retrouve aussi des modèles à touche palissandre ou même érable.
À l'origine les micros sont deux humbucker Seymour Duncan TB-4 en chevalet et SH-2 en manche, mais cette fois encore on peut retrouver de multiples configurations de micros et multiples marques.
Le modèle de série USA, le plus représentatif, est par exemple construit d'un manche érable, de deux ailes en aulne, d'une touche en ébène avec repère dents de requins en nacre, deux humbucker Seymour-Duncan et d'un Floyd Rose Original en vibrato. 

### Quelques modèles actuels
On retrouve cette guitare dans toutes les séries de la marque avec les matériaux et finitions correspondantes, dans l'ordre de qualité décroissant suivant :
- Custom Select
- Usa séries
- Pro séries

- X séries
- Js séries